# Marc-André Bergeron (taekwondo)
Marc-André Bergeron (22 de julio de 1991) es un deportista canadiense que compite en taekwondo.
Ganó dos medallas de bronce en los Juegos Panamericanos, en los años 2015 y 2023, y tres medallas en el Campeonato Panamericano de Taekwondo entre los años 2012 y 2016.

## Palmarés internacional
| Juegos Panamericanos    | Juegos Panamericanos    | Juegos Panamericanos | Juegos Panamericanos |
| Año                     | Lugar                   | Medalla              | Categoría            |
| ----------------------- | ----------------------- | -------------------- | -------------------- |
| 2015                    | Toronto (Canadá)        | Medalla de bronce    | +80 kg               |
| 2023                    | Santiago (Chile)        | Medalla de bronce    | +80 kg               |
| Campeonato Panamericano |                         |                      |                      |
| Año                     | Lugar                   | Medalla              | Categoría            |
| 2012                    | Sucre (Bolivia)         | Medalla de bronce    | –87 kg               |
| 2014                    | Aguascalientes (México) | Medalla de oro       | –87 kg               |
| 2016                    | Querétaro (México)      | Medalla de bronce    | +87 kg               |